# 한국등산학교
한국등산학교(韓國登山學校)는 대한민국 최초의 근대적 등산학교로, 등산과 관련된 지식을 가르친다. 정통 알피니즘 추구와 등산기술의 단일체계화 등을 목적으로 개교했으며, 2023년 기준으로 1만 2000여명의 산악인을 배출했다.